# OADM
OADM（Optical add-drop multiplexer、光分岐挿入装置）はコンピュータネットワークの光波長多重通信で使用される装置のひとつで、シングル・モード光ファイバー内の光信号に対して特定の波長に応じた分離と混合を行う。
光波長多重通信または波長分割多重通信（WDM、Wavelength division multiplex）とも呼ばれる光通信ネットワークでは、出入り口に相当するノードのOADMによって光信号を選択的に分離・混合を行うことで、多数の波長の光信号を1本のシングル・モード光ファイバーに通している。

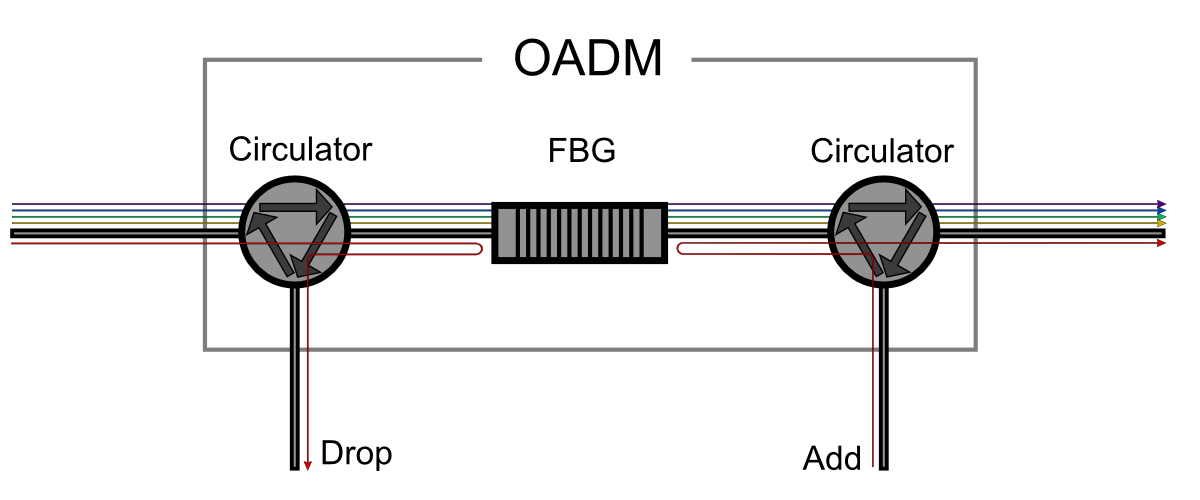
OADMの構成図

## 構成
分離・混合を行う波長に合ったファイバー・ブラッグ・グレーティング（FBG、Fiber bragg grating、ファイバー・ブラッグ格子）の両端に光サーキュレータがそれぞれ付いて、OADMを構成している。

## 動作
本線となるシングル・モード光ファイバーの下流側の光サーキュレータにFBGの反射特性に対応した波長の光信号を入射することで混合が行なわれる。同様に上流側の光サーキュレータからはFBGの反射特性に対応した波長の光信号が分離されて取り出される。

## ROADM
OADMを発展させたものにROADM(Reconfigurable optical add-drop multiplexer)がある。
ROADMノードは光合分波器と光スイッチを組み合わせており、他のROADMノードから入力されたWDM信号を光合分波器で波長別の光信号に分離する。
ドロップ側の光スイッチ部では、光信号をそれぞれの波長ごとにそのROADMノードでドロップするか、次のROADMノードに伝送するか制御している。
ROADMシステムは多数のROADMノードがリング状に光ファイバケーブルで接続されており、これらのノードをOSS(Operation Support System)により監視制御している。
光信号の分岐挿入を光信号のまま行い、経路設定を遠隔から行うことができるため、OADMより光のパス開通や廃止に伴う現地作業時間が短い。